# 島津治子
島津 治子（しまづ はるこ、1878年〈明治11年〉7月7日 - 1970年〈昭和45年〉2月14日）は、男爵島津長丸（旧宮之城領主）の夫人。男爵島津珍彦（旧重富領主）の娘で、母は島津斉彬の四女・典子。正五位勲四等。不敬罪に問われ検挙された。

## 人物
明治22年（1889年）華族女学校に入学し、同28年（1895年）卒業。翌年島津久治の遺児・長丸と結婚し、2男4女を産む。夫長丸は教育熱心で、特に女子教育の必要を痛感し、同29年（1896年）鹿児島市平ノ馬場町に私立鶴嶺女学校（現・鹿児島市立鹿児島玉龍中学校・鹿児島玉龍高等学校の前身校のひとつ）を創立した（校長・島津サエ子）。同40年（1907年）治子は同校第3代校長に就任し、経営不振に陥っていた同校の立て直しのため一大改革に着手し、薩摩古来の美風を尊重した良妻賢母の女子教育を推進し、入学者も増加して発展を遂げ、鹿児島の私立学校の先駆的な役割を果たした。島津家を背景に、県教育界の第一人者たちを動かし、島津忠重、松方正義ら有志から多額の寄付金を集めて校舎を清水町に移転し、中央から大物政治家や軍人もたびたび視察に訪れるなど、鹿児島の名門女学校へと成長させた。明治45年（1912年）には鹿児島市に文部省認可の鶴嶺実科高等女学校（大正9年に鶴嶺高等女学校に改称）を設立、大正4年（1915年）には鶴嶺幼稚園を設立して幼児教育にも尽力した。
大正12年（1923年）5月に久邇宮邦彦王妃俔子とともに、その長女で裕仁親王（のちの昭和天皇）と婚約中の良子女王が女学校を視察した。俔子妃は島津忠義の娘で、治子は良子女王の従叔母にあたる。同年8月に治子は宮内省御用掛に命じられ、10月には東宮女官長に選任され、鶴嶺高等女学校の校長を夫・長丸に譲って上京し、良子女王の側近となった。昭和5年（1926年）に裕仁皇太子が天皇に即位したことにより、治子も翌年3月に皇后宮職女官長となるが、その前月に夫が没したことによる家事上の都合を理由に職を辞す。
亡き夫に代わって再び鶴嶺女学校校長に任じられるが東京を去りがたく、校長職を他の者に任せて在京を続け、婦人教化団体である大日本婦人連合会理事長に就任し、講演や執筆、ラジオ出演などを通して家庭教育の重要性を説いた。昭和初期に海軍予備役大佐の矢野祐太郎によって結成された新興宗教団体「神政龍神会」に所属する。
昭和11年（1936年）警視総監石田馨の指揮で不敬罪に問われ逮捕される（通称・島津大逆事件）。取り調べにおいて、近い将来に天皇が崩御することを予言し、後継には継宮や秩父宮ではなく高松宮をたてるべきなどと主張した。精神鑑定の結果、精神病者と決定し、不起訴処分となる。9月24日には松沢病院に送られ、約半年間入院した。以後、人目をさけるように暮らした。その一方、形式的に入院手続がとられたものの、実際は入院していなかったとする証言もある。
昭和45年（1970年）2月14日、92歳で死去した。
夫の在世中、宮之城出身の学生を自宅に呼び歓談するのを楽しみにしていたという。
長女・広子は三井高修（元三井化学会長）、次女・泰子は公爵二条厚基（二条基弘の次男）に嫁いだ。

## 島津大逆事件（島津ハル事件）
昭和11年（1936年）8月29日に島津治子を含む｢明治神宮ミソギ会｣の会員4人が不敬罪で逮捕され、俗に「島津大逆事件」｢島津ハル事件｣と呼ばれた。治子とともに逮捕されたのは、元代議士・高橋保の妻・むつ子、祈祷師の角田つね、皇訓教会主・富田貢の長女・倭文子で、逮捕の2年前、角田が三重県亀山で霊感により東京に島津という偉大な女性があることを知り、霊の交感を求めて上京して治子と会ったところ、同じく霊感を得ていた治子と意気投合し、治子が属していた明治神宮ミソギ会会友の高橋と富田を誘って交霊会を行なっていた。
彼らは「交霊」の最中に、「昭和天皇は前世の因縁で早晩崩御する、国体明徴惟神の道（統治権の主体は天皇にありとするもの。国体明徴声明参照）のためには高松宮を即位させるべきである」という旨の密談をしていたという理由で罪に問われたが、同年9月24日の起訴前判定で治子は「感応性精神病（祈祷性精神病）」と診断され、不起訴となる。9月22日の『木戸幸一日記』に「島津治子は検事総長（光行次郎）の意見にて警視庁にて精神鑑定をなし、病院に監置することとなり、25日に実行する筈」とあり、精神鑑定がなされる以前にすでに治子の入院が決まっていたらしいことから、治子は精神障害者でなかったか、もしくは快癒すると考えられる程度の精神病にもかかわらず起訴前鑑定にかけられ不起訴にされるという異例の措置であったことが窺える。このことから、事件は反皇室分子に異常者というレッテルを貼るためのものだったのではないかという見方もある。松本清張も著書『昭和史発掘』の中で、治子らが精神異常とされたのはでっちあげではないかと推測している。清張はこの事件から小説『神々の乱心』（未完）も創作している。
昭和11年（1936年）3月22日に検挙された、神政龍神会責任者である矢野祐太郎海軍予備役大佐（48歳）は、昭和13年（1938年）に獄死する。同年8月22日夜、悲報を聞いた長男と中里弁護士が遺体を引き取りに向かったところ、引き渡しを拒否されたが、翌日の午後まで抗議をしたところ、死因を詮索しないことを条件に、遺体を引き渡されることになった。矢野の遺体はあちこちに斑点が浮き出ており、それは明らかに毒物による症状だった。